# Ruadan
Ruadan, auch Rúadán („der Rote“), ist eine Figur der keltischen Mythologie Irlands. 
Er ist der Sohn des Halb-Fomori Bress, der bis zu seiner Absetzung Herrscher der Túatha Dé Danann war. Ruadans Mutter soll die Göttin Brigid gewesen sein. In der zweiten Schlacht von Mag Tuired wurde er ausgeschickt, um Goibniu, den Schmiedegott der Tuatha De Danann auszuspionieren. Er hielt sich aber nicht an seinen Auftrag, und bei einer günstigen Gelegenheit ergriff Ruadan einen der Speere Goibnius und versuchte ihn damit zu erstechen. Der jedoch zog ihn wieder hinaus und fügte Ruadan seinerseits eine tödliche Verletzung zu. Als Brigid auf das Schlachtfeld kam, um ihn zu beklagen, wurde ihr Weinen zur ersten Totenklage Irlands.